# Artassenx
Artassenx é uma comuna francesa na região administrativa da Nova Aquitânia, no departamento Landes. Estende-se por uma área de 5,54 km². Em 2010 a comuna tinha 258 habitantes (densidade: 46,6 hab./km²).